# Motori Minarelli
Motori Minarelli és una empresa italiana fabricant de motors de combustió que va ser fundada el 1956 a Bolonya per Vittorio Minarelli, antic co-fundador de l'empresa antecessora FBM (Fabbrica Bolognese Motocicli). Durant la dècada del 1970, Motori Minarelli va fabricar també motocicletes de velocitat de petita cilindrada que destacaren en competició als Grans Premis.
Motori Minarelli fou absorbida per Yamaha el 2002 i el 2020, Fantic Motor li'n comprà al fabricant japonès totes les accions.

## Història

### L'antecessora: FBM
La Fabbrica Bolognese Motocicli (FBM) va ser fundada el 1951 a Bolonya per Franco Morini, nebot del fundador de Moto Morini, i Vittorio Minarelli, dos experts en motors de dos temps. L'empresa va començar construint peces per a Guazzoni, un petit fabricant milanès, fins que va decidir de produir les seves pròpies motocicletes. El 1955, FBM va iniciar la producció de motors de dos temps de 50 cc que van assolir un gran èxit comercial. El "Pettirosso", un petit motor amb caixa de canvis de dues velocitats, va esdevenir immediatament el producte més sol·licitat de FBM. Poc després s'hi va afegir la versió de tres velocitats.
A finals de 1956, Morini i Minarelli van decidir de separar-se després d'un seguit de desavinences. En l'acord de separació, els dos ex-socis van acordar de dividir la cartera de clients i es comprometeren a no fer-se la competència durant un any. Morini es quedà Beta, el client més important, i Minarelli tots els altres.

### Els inicis: F.B. Minarelli
Després d'una breu etapa de convivència, Morini es va traslladar a Zola Predosa (prop de Casalecchio di Reno, a la ciutat metropolitana de Bolonya), on va fundar la coneguda marca de motors Morini Franco Motori, mentre que Minarelli va romandre a la seu original, la qual va rebatejar com a F.B. Minarelli (de "Fabbrica Bolognese Minarelli"). Les dues noves empreses es van especialitzar en la construcció de motors de dos temps de petita cilindrada, obtenint un ampli èxit i esdevenint, en qüestió de pocs anys, dos dels principals industrials europeus del sector.
Amb una vintena de treballadors i una superfície coberta de 2.000 m², F.B. Minarelli va ser capaç de produir, a la segona meitat de la dècada del 1950, gairebé 20.000 motors a l'any, tant per a ús agrícola com en vehicles, els quals s'exportaven a molts països europeus i sud-americans.

### La nova fàbrica

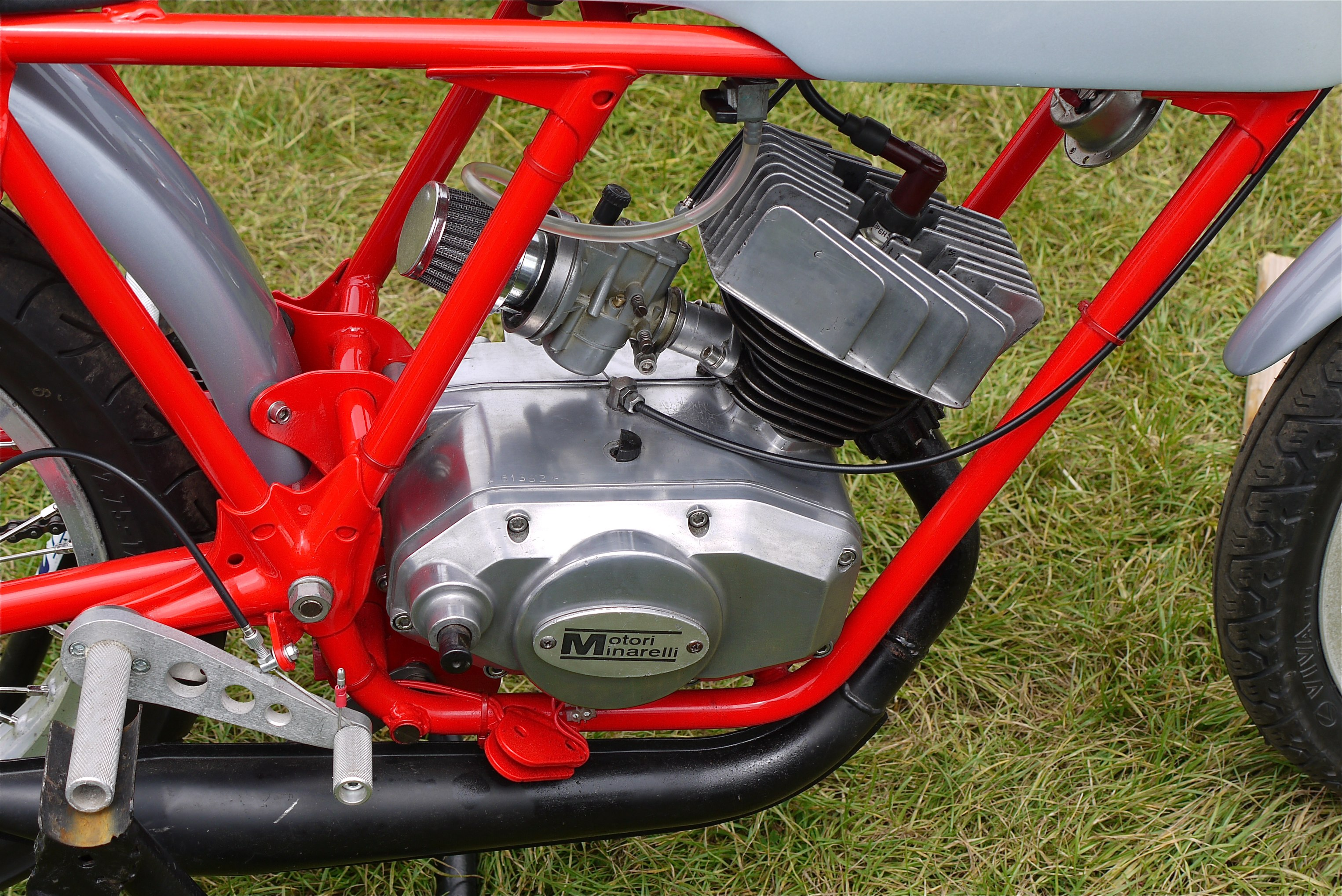
Un motor Minarelli P6 "càrter quadrat" de 50 cc i 6 velocitats (1975)

La demanda, però, era molt superior a la capacitat de producció i, el 1967, l'empresa es va traslladar a la nova planta de Lippo (una frazione de Calderara di Reno), alhora que es canviava la raó social per Motori Minarelli. A les noves instal·lacions, equipades amb equips tècnics més moderns i amb més espai, la producció va augmentar dràsticament i, a la dècada del 1970, va mantenir la mitjana anual de 200.000 motors per a ús en vehicles i 50.000 motors per a ús agrícola. Entre els nombrosos fabricants de motocicletes d'arreu del món que consumien motors Minarelli durant aquells anys hi ha Accossato, Aprilia, Aspes, Benelli, Beta, Cotton, Fantic, Indian, Italjet, Motorhispania, Mondial, Moto Gori, MV Agusta, Rieju i SWM.
Els millors èxits esportius de la marca es varen obtenir també durant aquesta dècada. Minarelli va aconseguir 18 rècords mundials de velocitat en les cilindrades de 50 a 175 cc, així com dos campionats del món de motociclisme de pilots (tots dos guanyats per l'espanyol Angel Nieto) i quatre de constructors entre 1978 i 1981 a la cilindrada de 125cc. La marca va començar a participar al mundial de 50cc cap al 1969 i s'hi va mantenir en actiu, ampliant la participació als 125cc i, més tard, als 80cc, fins a passada la temporada de 1984. La temporada de 1978 va marcar l'inici d'un domini de Minarelli de la cilindrada dels 125cc que es va allargar uns quants anys, amb pilots com ara l'esmentat Nieto, Pier Paolo Bianchi, Loris Reggiani i Maurizio Massimiani entre d'altres.

### Canvis de propietat
Després de la mort del fundador, la direcció de la companyia va ser assumida pel seu fill Giorgio qui, a començaments de la dècada del 1990, va signar una aliança d'empreses amb Yamaha per a la producció de motors de quatre temps i motors amb transmissió variable contínua aptes per a escúters, dels quals Minarelli es va convertir en el fabricant més gran del món. La producció mitjana de la primera meitat de la dècada va arribar a les 450.000 unitats a l'any.
El 2002, Yamaha va adquirir el control total de la companyia i l'11 d'abril de 2008, després de més de mig segle d'activitat ininterrompuda, va sortir de les línies de muntatge de Motori Minarelli el motor deu milions.
El 2020, Fantic Motor li comprà el 100% de les accions de Motori Minarelli a Yamaha, esdevenint així l'únic propietari de la companyia.

## Palmarès al mundial de 125cc

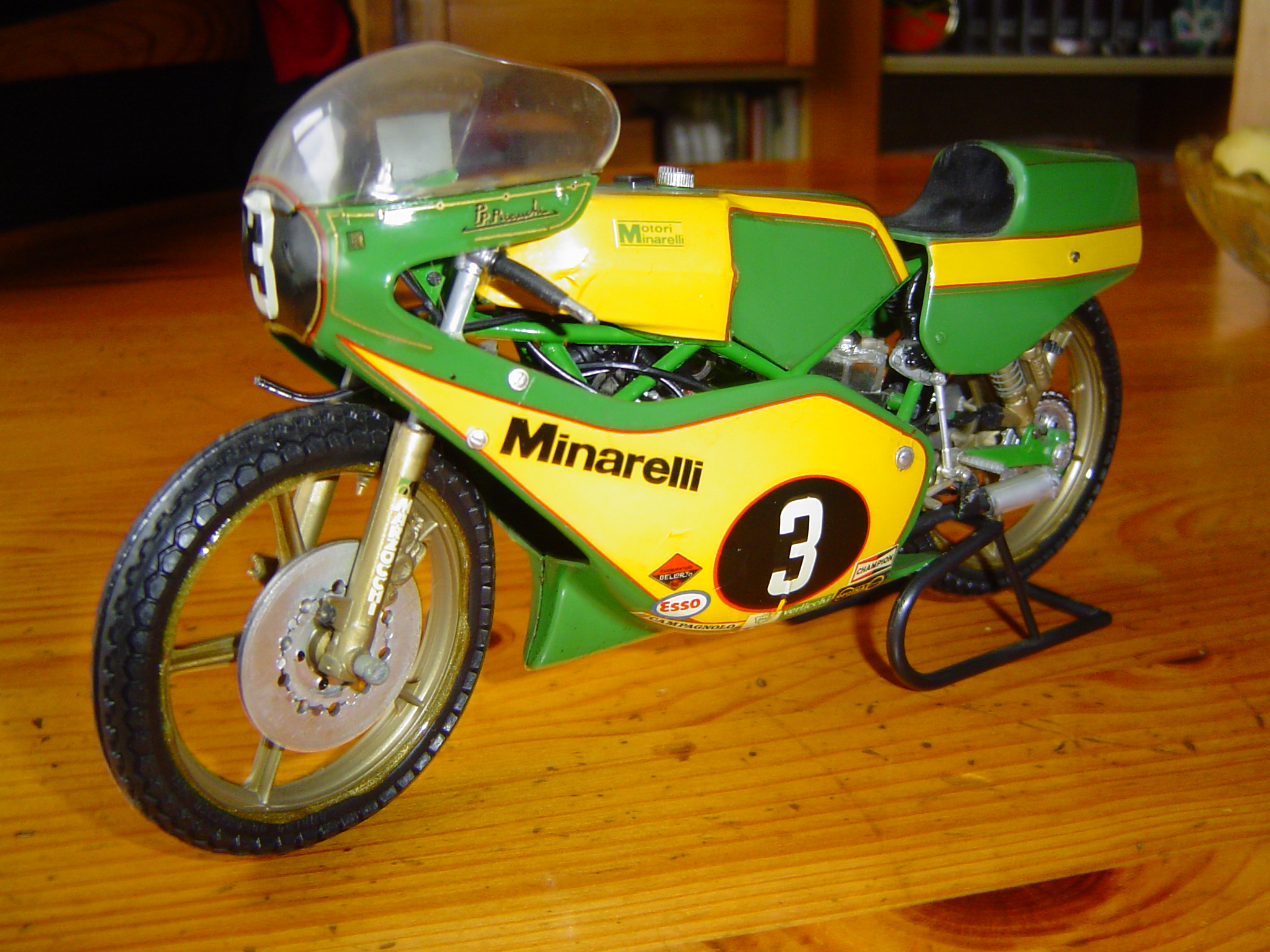
Maqueta de la Minarelli 125 GP que pilotà Pier Paolo Bianchi el

| Any  | Pilots      | Constructors |
| ---- | ----------- | ------------ |
| 1978 |             | 1            |
| 1979 | Ángel Nieto | 1            |
| 1980 |             | 1            |
| 1981 | Ángel Nieto | 1            |